# Episodi di Bordertown (serie televisiva 2016) (prima stagione)
La prima stagione della serie televisiva Bordertown (Sorjonen), composta da 11 episodi, è stata trasmessa in Finlandia su Yle TV1 dal 16 ottobre al 25 dicembre 2016.
In Italia, la stagione è stata distribuita su Netflix il 15 luglio 2018.
| n° | Titolo originale       | Titolo italiano              | Prima TV Finlandia | Pubblicazione Italia |
| -- | ---------------------- | ---------------------------- | ------------------ | -------------------- |
| 1  | Nukkekoti, osa 1       | Casa di bambola: Parte 1     | 16 ottobre 2016    | 15 luglio 2018       |
| 2  | Nukkekoti, osa 2       | Casa di bambola: Parte 2     | 23 ottobre 2016    | 15 luglio 2018       |
| 3  | Nukkekoti, osa 3       | Casa di bambola: Parte 3     | 30 ottobre 2016    | 15 luglio 2018       |
| 4  | Sudenkorennot, osa 1   | Dragonfly: Parte 1           | 6 novembre 2016    | 15 luglio 2018       |
| 5  | Sudenkorennot, osa 2   | Dragonfly: Parte 2           | 13 novembre 2016   | 15 luglio 2018       |
| 6  | Raivotar, osa 1        | Furia: Parte 1               | 20 novembre 2016   | 15 luglio 2018       |
| 7  | Raivotar, osa 2        | Furia: Parte 2               | 27 novembre 2016   | 15 luglio 2018       |
| 8  | Nainen järvessä, osa 1 | La signora del lago: Parte 1 | 4 dicembre 2016    | 15 luglio 2018       |
| 9  | Nainen järvessä, osa 2 | La signora del lago: Parte 2 | 11 dicembre 2016   | 15 luglio 2018       |
| 10 | Loppupeli, osa 1       | La fine dei giochi: Parte 1  | 18 dicembre 2016   | 15 luglio 2018       |
| 11 | Loppupeli, osa 2       | La fine dei giochi: Parte 2  | 25 dicembre 2016   | 15 luglio 2018       |